# 7572 Знокаї
7572 Знокаї (7572 Znokai) — астероїд головного поясу, відкритий 23 вересня 1989 року.
Тіссеранів параметр щодо Юпітера — 3,691.